# Klinoptilolit
A klinoptilolit (klinoptillolit)  káliumalapú víztartalmú alumíniumszilikát, monoklin kristályrendszerű, a zeolitcsoport ásványegyüttesének tagja. Nevezik lúgos fémek és földfémek hidratált alumíniumszilikátjának is. Csoportos kristályai gumószerűen, csoportosan találhatóak. Fehér színváltozattól a vörösön át a liláig ismertek kristályai, többnyire üregkitöltésekben, hasadékokban. Dehidratált tömege fontos ipari nyersanyag.

## Kémiai és fizikai tulajdonságai.
- Képlete: (Na,K,Na,Mg)2Al3(Al,Si)2Si13O36x12(H2O). Egyes elemzők szerint: (Na,K)6(Al6Si30O72)x20(H2O).
- Szimmetriája: a monoklin kristályrendszerben dómos, prizmás kristályai  kevés szimmetriaelemet tartalmaznak.
- Sűrűsége: 2,2-2,4 g/cm³.
- Keménysége: 3,5-4,0  (a Mohs-féle keménységi skála szerint).
- Hasadása: rosszul hasad.
- Törése: kagylós, egyenetlen.
- Színe:  fehéres, halványabban és erősebben színezett vöröses és lilába hajlóak kristályai.
- Fénye: üveg fényű.
- Átlátszósága:  átlátszó vagy áttetsző, tömeges megjelenésben opak.
- Pora:  színtelen vagy kissé barnás.
- Különleges tulajdonsága:  hevítésre kristályvizét könnyen leadja, abszorbens anyaggá válik.
- Kémiai összetétele: (Klinoptilolit-Na)
- Nátrium (Na) =1,5%
- Kálium (K) =1,5%
- Kalcium (Ca) =2,8%
- Magnézium (Mg) =0,2
- Alumínium (Al) =6,6%
- Szilícium (Si) =29,9%
- Hidrogén (H) =1,7%
- Oxigén (O) =55,8%

## Keletkezése.
Hidrotermás képződése a jellemző, bazaltokban a hólyagüregeket és repedéseket tölti ki. Tufaszerű kőzetekben rétegeket alkot, nagy mennyiségben feldúsulva.
Hasonló ásványok: Az aragonit  a zeolitcsoport egyes tagjai.

## Előfordulásai.
Csehország Pribor város közelében. Lengyelország területén több helyen. Szlovákiában Hrabovec területén. Az Amerikai Egyesült Államokban Oregon szövetségi államban fordul elő. Előfordulásai megtalálhatók Japán, Irán és Ausztrália területén.

## Előfordulásai Magyarországon
Magyarország világviszonylatban is jelentős zeolitkészletének fontos ásványa. A Zempléni-hegység déli előterében Tállya és Rátka között riolit-tufa összletben mordenit társaságában található. A rátkai zöldes elszineződésű tufa törmelékben széles pásztákban található 40-60% klinoptilolit tartalom, melyből korlátozottan termelés is folyik. A Nemti község határában található zeolit fő ásványa is klinoptilolit.

## Kísérő ásványok
A zeolitcsoport más ásványai,  kalcit.  aragonit,  kvarcit és opál.